# Bernhard Textor
Bernhard Textor (* um 1560 in Allendorf an der Werra / »in den Soden«; † 1602 an der Pest in Dillenburg) war ein reformierter Theologe. Sein ebenfalls aus Allendorf stammender Vater Konrad Weber (latinisiert: Textor) ist in den 1560er Jahren als Pfarrer in Waldis (Wahlhausen) belegt.
Textor war von November 1585 bis April 1589 zweiter Kaplan in Herborn, wo er sich mit dem Theologieprofessor Caspar Olevian (1536–1587) befreundete. Auf dessen Anregung bearbeitete er 1587, da der Heidelberger Katechismus in vielen nassauischen Gemeinden noch keinen Eingang gefunden hatte, im reformierten Sinn für die Schulen Fragestücke aus dem lutherischen Katechismus und der Augsburgischen Konfession.
Mit seinem Kollegen Jacob Alsted († 1622), Vater des berühmten Johann Heinrich Alsted (1588–1638), stand er am Sterbelager seines Gönners Olevian.
Ab April 1589 war er Pfarrer in Driedorf und kehrte am 23. Juni 1590 als dritter Theologieprofessor nach Herborn zurück. Hier leitete er die öffentlichen Disputationen der Studenten der Theologie, die er auch in der Predigtkunst (Homiletik) zu unterweisen hatte. Von seiner Meisterschaft hierin zeugen seine in lateinischer Sprache geschriebenen, 1606 veröffentlichten drei Bände »Pandekten heiliger Reden« (»Pandectae sacrarum concionum«). Er bediente sich dabei der Methode des Philosophen Ramus, dessen begeisterter Anhänger er war. Seine Professur versah er bis 1594, dann berief ihn Graf Johann VI. als Hofprediger, ersten Stadtpfarrer und Inspektor der Kirchen und Schulen dieser Diözese nach Dillenburg. In seinem neuen Amt verfasste er die Schrift »Kern und Saft der Heiligen Bibel«, in der er eine überaus klare und gediegene Unterweisung in der Lehre des Christentums aufzeichnete, und mehrere Leichenpredigten.
Nachfolger im Amt des Hofpredigers und Inspektors wurde sein Allendorfer Landsmann Johannes Gottsleben. Sein Mentor Olevian hat ihn wegen seines Fleißes oft gelobt, jedoch hat Textor die bis dahin sorgfältig geführten Dillenburger Kirchenbücher von 1594 an äußerst lückenhaft fortgesetzt und bald völlig vernachlässigt. Er dürfte durch sein schlechtes Beispiel daran die Hauptschuld tragen, dass in der Zeit von etwa 1600 bis 1626 auch von seinen Nachfolgern keinerlei Einträge gemacht worden sind.
Textor heiratete am 5. Dezember 1586 Barbara Heugel, eine Tochter des ehemaligen Laaspher Diakons Johannes Heugelius († 1582) aus Wetter (Hessen), als dessen Eidam er 1589 genannt wurde.
Zu seinen Kindern gehörte der spätere Netphener Pfarrer Andreas Textor.
Bernhard Textor starb 1602 als Opfer der in der Dillenburger Gegend wieder grassierenden Pest. Seine Witwe Barbara heiratete später den ebenfalls verwitweten Hofprediger und Professor Johann Jacob Hermannus.